# Miles Glacier Bridge
Miles Glacier Bridge je silniční most na Aljašce, v USA. Jedná se o příhradový most, který překonává řeku Copper River. Most o délce 470 m tvoří celkem čtyři pole, tři jeho kamenné pilíře jsou ponořené do vod řeky. Je památkově chráněný.
Most byl vybudován původně jako železniční pro Copper River and Northwestern Railway. Stavební práce probíhaly od roku 1906 do roku 1911. Díky vysokým nákladům na stavbu získal přezdívku Million Dolar Bridge. Používán byl až do roku 1938, poté byla původní železniční trať uzavřena a stavba byla zcela opuštěna. V polovině 50. let 20. století padlo rozhodnutí most přebudovat na silniční a první automobily jej tak začaly využívat v roce 1958. Roku 1964 přestál most jako jeden z mála zemětřesení, které strhlo řadu dalších přemostění řeky Copper River. Na počátku 21. století se uskutečnila rekonstrukce mostu.